# Куполна пећ
Куполна пећ је шахтна пећ за топљење метала, најчешће ливеног гвожђа.
По конструкцији и принципу рада, куполна пећ је слична високој пећи за редукцију руде железа али је знатно мања од ње.
Куполна пећ је у доњем делу напуњена коксом све до изнад дувница. У куполну пећ се шаржира сирово гвожђе, челични отпад, повратни материјал и евентуално пресована струготина. Поред тога континуирано се додаје кокс и топитељи као креч и шљунак који имају улогу да обезбеде настајање течне шљаке. За разлику од високе пећи, у куполној пећи није могућа редукција оксида гвожђа. Улога кокса је, поред обезбеђења енергије за топљење, и повишење садржаја угљеника у течном гвожђу (наугљеничење).
Течно гвожђе и шљака истичу код малих куполних пећи кроз одвојене отворе а код великих куполних пећи кроз један отвор и у сифону се међусобно одвајају на основу разлике у специфичној тежини.
У новије време, све већи број мањих куполних пећи бива замењен индукционим пећима које производе мање гасова и шљаке и флексибилније су код промене састава гвожђа. Велике куполне пећи (које топе и до 100 тона течног гвожђа на сат) су и даље не само економичније од индукционих пећи, већ емитују и мање угљендиоксида јер се за производњу електричне енергије, укључујући и губитке приликом преноса у атмосферу, емитују много веће количине угљендиоксида.
Постоје различите варијанте куполне пећи са побољшаним особинама (безкоксна пећ, кисеонична куполна пећ, итд.) али због разних недостатака, највећи број није успео да освоји тржиште.